# Gnomulus drescoi
Espèce
Synonymes
- Pelitnus drescoi Šilhavý, 1962

Gnomulus drescoi est une espèce d'opilions laniatores de la famille des Sandokanidae.

## Distribution
Cette espèce est endémique de Sumatra en Indonésie. Elle se rencontre vers Dolok Banol.

## Description
La femelle holotype mesure 5,8 mm.

## Systématique et taxinomie
Cette espèce a été décrite sous le protonyme Pelitnus drescoi par Šilhavý en 1962. Elle est placée dans le genre Gnomulus par Martens et Schwendinger en 1998.

## Étymologie
Cette espèce est nommée en l'honneur d'Edouard Dresco.

## Publication originale
- Šilhavý, 1962 : « Un opilion nouveau, Pelitnus drescoi n. sp. (Oncopodidae). » Bulletin du Muséum National d'Histoire Naturelle, sér. 2, vol. 34, no 6, p. 464–466 (texte intégral).